# دهقان تامیل (پروانه)
دهقان تامیل (پروانه) (نام علمی: Cirrochroa thais) نام یک گونه از سرده دهقان است.

## نگارخانه

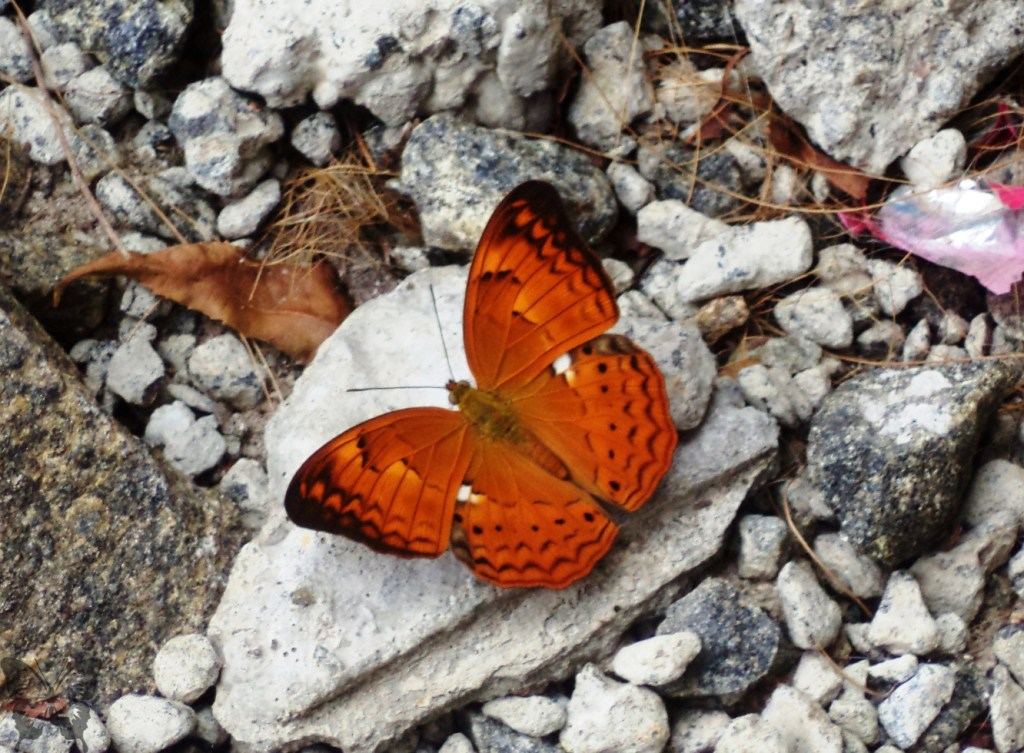